# Nagylók
Nagylók is een plaats (község) en gemeente in het Hongaarse comitaat Fejér. Nagylók telt 1151 inwoners (2001).